# Toto Vega
Ariosto Vega Fontecha (Vélez, 22 de septiembre de 1969– Barichara, 25 de septiembre de 2022)más conocido como Toto Vega, fue un actor colombiano de cine, teatro y televisión. También se desempeñó como gestor cultural.

## Biografía

### Carrera
La carrera en la televisión colombiana de Vega inició a comienzos de la década de 1990 con una participación en la telenovela La mujer doble. En dicha década, participó en otras producciones como El Oasis, De pies a cabeza, Fuego verde y El fiscal. Su participación en la década de 2000 fue muy activa, apareciendo en series como Alias el Mexicano, Me llaman Lolita, Sofía dame tiempo, Todos quieren con Marilyn, Los Reyes, Las detectivas y el Víctor y en la película La pasión de Gabriel.También participó en la película Armero e incluso en las series Sobreviviendo a Escobar, alias JJ,Amo de casa y La ley secreta.

### Fallecimiento
El actor sufrió un desmayo durante la celebración del Festival de Cine Verde en Barichara, Santander, evento del cual era fundador y director.Fue trasladado al hospital San Juan de Dios del municipio de San Gil donde falleció en la noche del 25 de septiembre de 2022.Los medios informaron que se trató de un infarto.

## Filmografía

### Televisión
- MalaYerba (2021) — Plomero[12]
- El juicio del Conde (2020) — Joaquín Jiménez 'Ximénez'
- Operación pacifico (2020) — Dr. De Castro
- Los Briceño (2019) — Tulio Chipatecua
- El Inquisidor (2019-2022) — Iván Bustamante[13][14]
- Bolívar (2019) — Fernando Sotomayor
- La ley secreta (2018)
- Infieles (2017)
- Sobreviviendo a Escobar, alias JJ (2017) — Iván Darío Urrego
- Pienta (2014)
- Alias el Mexicano (2013) — Arturo Valencia Blanco
- Escobar, el patrón del mal (2012) — Alonso Santorini (Alberto Santofimio)
- Amo de casa (2012) — Eugenio Rojas
- Retrato de una mujer (2010) — Yahir
- Amor sincero (2010) — Comandante
- Las detectivas y el Víctor (2009-2010) — Detective Miranda
- El regreso de la guaca (2009)
- Verano en Venecia (2008)
- Madre Luna (2007)
- Zona rosa (2007)
- Amores de mercado (2006) — Félix Cipriano Díaz Adán
- Sin tetas no hay paraíso (2006) — Capitán Martín Salgado
- Hasta que la plata nos separe (2006-2007)
- Los Reyes (2005-2006)
- Te voy a enseñar a querer (2004-2005) — Carlos Chimborazo 'Cachimbo'
- Las noches de Luciana (2004-2005)
- Todos quieren con Marilyn (2004-2005) — Detective
- La lectora (2003)
- Sofía dame tiempo (2003) — Sargento Díaz
- Me llaman Lolita (1999-2000) — Óscar 'Osquítar' Collazos
- El fiscal (1999)
- Fuego verde (1996-1998)
- Tiempos difíciles (1996) - Cabo de la policía elkin Martínez (comandante de la policía del difícil)
- De pies a cabeza (1995)
- Hombres de Honor (1996) - Guerrillero
- El manantial (1995-1996)
- Detrás de un ángel (1993-1994)
- El oasis (1993) — Liberato
- La mujer doble (1992)

### Cine
- Cuando los hombres quedan solos (2019)
- Las horas contadas (2015)
- Tiempo muerto (2015)
- Amador y caridad (Corto) (2015)
- Pienta (2014)
- Cuando los hombres quedan solos (2013)
- Armero (2012)
- Hombres a la carta (2011)
- El regreso a la guaca (2009)
- La pasión de Gabriel (2009)
- Génesis 9:3-4 (Corto) (2009)
- Penélope (Corto) (2005)
- Retratos (2004)
- Visitas (2003)

Don de Dios (2008)

## Premios y reconocimientos
- Produ Award a Mejor actor de reparto por Sobreviviendo a Escobar, alias JJ.
- ACA-15 Minutos a Villano favorito por Sobreviviendo a Escobar, alias JJ.